# Манастир Жупа Никшићка
Манастир Жупа Никшићка је женски манастир Епархије будимљанско-никшићке, Српске православне цркве а налази се у мјесту Жупа Никшићка код Никшића.

## Историја
Храм је посвећен св. апостолу Луки. По предању манастир је основала унука Вукана Немањића у 13. вијеку. Због тога што је у манастиру било скровиште хајдука, Турци су га порушили и спалили драгоцености и старине. Највише података о монашком животу имамо из 17. и 18. вијека. Манастир је страдао од Турака 1853. године. Као и остали манастири старохерцеговачког краја, манастир Жупа Никшићка је био не само духовно средиште већ и културни и политички центар.
За манастир се везује и народно предање да је ту приликом градње манастирске цркве погинуо чувени, у песмама опевани градитељ Раде Неимар. Посетиоци су 1937. године видели у близини манастира "гроб Рада Неимара" - очувани велики мермерни бели крст са његовим именом.
Манастир је припадао Херцеговачкој епархији све до 1878. године, када је након коначног ослобођења Старе Херцеговине и њеног прикључења Књажевини Црној Гори донета одлука о оснивању посебне Захумско-рашке епархије. Књаз Никола је обновио манастир 1881. године према плану манастира Мораче (подигао га за душу своме стрицу књазу Данилу), а иконостас је урађен 1884. године. Настојатељ манастира Архимандрит Никодим (Јањушевић) 1928. године подигао је конак. Он је убијен од комуниста у конаку свете обитељи у јулу 1941. Убице су том приликом опљачкале многе драгоцености, али и личне ствари убијеног архимандрита. Тако је однесено и 16 његових одликовања.
Између два светска рата манастирском здању је претила опасност од воде. Две планинске речице Гојуша и Грачаница би након великих киша, сједињене у стихији, носиле све пред собом. Биле су озбиљна претња 1937. године, па је грађен насип као препрека бујици.
Манастир је остао у саставу Захумско-рашке епархије све до 1931. године, када је ова епархија укинута и прикључена Митрополији црногорско-приморској у чијем је саставу остао све до 2001. године када је створена нова Епархија будимљанско-никшићка којој и данас припада. Капела св. Амфилохија иконијског освештана је 6. децембра 2002. год, јеромонаха Лазар Стојковић је урадио живопис, а братство манастира Високи Дечани направило је иконостас. Од ризнице су остала само два изрезбарена крста окована у сребру.
Садашње сестринство је у манастиру од 1997. године. Оне су основале иконописачку, керамичку и калиграфску радионицу као и радионицу за вез и шивење. Монахиња Стефанија води дјечји хор Светог Апостола Луке.